# 利斯本
利斯本（直译：「賭博者們的堡壘」），是一個位於北愛爾蘭利斯本區、貝爾法斯特西南的城市。它本是一個區，其城市地位在2002年作為伊丽莎白二世登基五十周年（Golden Jubilee）時獲得。此城市在安特里姆郡及唐郡之間，以拉干河為其郡的邊界。